# Patrimoine architectural en France
Le patrimoine architectural en France est constitué par la partie du patrimoine culturel français appartenant du domaine de l'architecture. L'article L 110 du Code de l'urbanisme affirme que « le territoire français est le patrimoine commun de la Nation ».

## Historique
Le concept de protection du patrimoine apparaît quand l'idée de nation se cristallise, en particulier sous la Révolution française. Jusque là, les vieux bâtiments étaient soit modernisés, soit reconvertis pour un autre usage, soit démolis pour servir de carrière de pierre. L'historienne Anne-Marie Thiesse note ainsi : « Dès lors qu'apparaît l'idée de nation, et donc d'héritage collectif légué par les grands ancêtres, la valeur d'usage doit désormais composer avec la valeur patrimoniale ». Si la période révolutionnaire donne aussi lieu à des destructions, elles restent dans la lignée de ce qui se passait sous l'Ancien régime. Aussi, l'abbé Grégoire crée le terme de « vandalisme » : désormais, poursuit l'historienne, « il faut être un barbare étranger à la nation pour vouloir porter atteinte au patrimoine commun ». En 1795, Alexandre Lenoir fonde le musée des monuments français, qui vise à sauver des éléments architecturaux de l'histoire française. La création de musées vise alors à ouvrir au public des collections qui jusque là étaient cantonnées dans le domaine privé des élites, ainsi qu'à offrir des modèles aux artistes durant leur formation. Au début du siècle suivant sont par ailleurs organisées des « excursions patriotiques » dans le pays, alors que des artistes sont chargés de valoriser le patrimoine architectural ancien (quitte à le réinventer en voulant le reconstituer quand il est délabré) et que des sociétés d'histoire ou d'archéologie établissent la chronologie de nombreux monuments. Ainsi, conclut Anne-Marie Thiesse, « les édifices qui n'étaient jusque-là repérés que par leur fonction deviennent objets de savoir et supports d'une mémoire collective en cours d'élaboration ».
C'est en 1830, sous l'impulsion de François Guizot, alors ministre de l'Intérieur de Louis-Philippe Ier, qu'est instaurée en France l'Inspection générale des monuments historiques, chargée notamment de procéder à un inventaire du patrimoine architectural du pays. S'y succèdent en tant que premier inspecteur Ludovic Vitet (1830-1834) puis Prosper Mérimée (1834-1870). Ce dernier structure cet outil de connaissance et de sauvegarde et organise des visites dans les régions afin d'établir des rapports sur l'état des destructions dues à la Révolution. 
La Commission supérieure des monuments historiques, créée en 1837, est chargée de dresser la liste des édifices méritant une protection et dont les travaux bénéficieront de subventions ministérielles. Une première liste paraît en 1840. La Commission est structurée par la circulaire du 19 février 1841 : elle s'appuie sur un réseau de correspondants et prend ses décisions sur des avis d'architectes, appuyés par des plans, et répartit le budget.

## Législation
Le législateur a réaffirmé la notion élargie de patrimoine à travers diverses lois, comme la loi SRU (« solidarité et renouvellement urbains ») no 2000-1208 du 31 décembre 2000, ou encore la loi dite Urbanisme et Habitat no 2003-590 du 2 juillet 2003 (notamment pour la mise en valeur du patrimoine rural ou la restauration de bâtiments en ruine). L'objectif est de gérer le territoire de manière intégrée, en prenant en compte l'ensemble des enjeux le touchant (économiques, environnementaux, sociaux, etc).
D'autres lois plus thématiques comme la loi montagne (9 janvier 1985) ou la loi littoral (3 janvier 1986) développent l'idée de préservation du patrimoine. La loi Defferre (1983), dite loi de décentralisation, donne plus de responsabilités aux collectivités territoriales pour gérer leur patrimoine et encourage le développement local.

## Conditions d’application de la convention de Grenade
Le décret du 10 février 1976 a officialisé la convention pour la protection du patrimoine mondial, culturel et naturel, adoptée par la 17e conférence de l'Unesco le 16 novembre 1972.
Les politiques de conservation intégrée ont été définies lors de la convention pour la sauvegarde du patrimoine architectural de l'Europe à Grenade le 3 octobre 1985. La convention de Grenade est entrée en vigueur le 1er décembre 1987 et a fait l'objet du décret no 88-206 du 29 février 1988 (JO du 4 mars). Elle prend en compte les monuments, ensembles architecturaux et les sites et constitue l'acte de naissance des politiques de conservation intégrée. Ces politiques : 
1. placent la protection du patrimoine architectural parmi les objectifs essentiels de l'aménagement du territoire et de l'urbanisme et assurent la prise en compte de cet impératif aux divers stades de l'élaboration des plans d'aménagement et des procédures d'autorisation de travaux ;
2. suscitent des programmes de restauration et d'entretien du patrimoine architectural ;
3. font de la conservation, de l'animation et de la mise en valeur du patrimoine architectural un élément majeur des politiques en matière de culture, d'environnement et d'aménagement du territoire ;
4. favorisent, lorsque c'est possible, dans le cadre des processus d'aménagement du territoire et de l'urbanisme, la conservation et l'utilisation de bâtiments dont l'importance propre ne justifierait pas une protection, mais qui présenteraient une valeur d'accompagnement du point de vue de l'environnement urbain ou du cadre de vie ;
5. favorisent l'application et le développement, indispensables à l'avenir du patrimoine, des techniques et matériaux traditionnels.

Chaque pays signataire s'est par ailleurs engagé à favoriser, tout en respectant le caractère architectural et historique du patrimoine : 
- l'adaptation des biens protégés compte tenu des besoins de la vie contemporaine ;
- l'adaptation, lorsque cela s'avère approprié, de bâtiments anciens à des usages nouveaux.

Ces objectifs, auxquels la France a apporté une contribution particulièrement importante, n'ont cessé de se diversifier autour des thèmes retenus. Plus récemment, il a été décidé d'intégrer plus encore ces problèmes dans la politique générale d'aménagement du territoire*, afin d'éviter une dispersion des initiatives.
Les pouvoirs et les obligations des différents acteurs avaient été précédemment réaffirmés, voire précisés dans la loi no 83-8 du 7 janvier 1983. La loi no 92-1341 du 23 décembre 1992 a ensuite clarifié les compétences dans le domaine du tourisme. La mise en œuvre du plan pour le tourisme en espace rural, décidé le 18 février 1993 par le Comité interministériel du développement et de l'aménagement rural (CIDAR), a fixé des objectifs concrets aux thèmes majeurs développés à Grenade.

## Organisation
Le patrimoine architectural en France est géré de plus en plus localement depuis la loi de décentralisation de 1983. Le ministère de la Culture et de la Communication maintient cependant des Directions régionales des affaires culturelles, dont se sont détachés récemment divers services concernant le patrimoine bâti. Au niveau départemental (services déconcentrés de l'État), une partie des missions est assurée par les Udap (unités départementales de l'architecture et du patrimoine) dirigés par un Architecte des Bâtiments de France.

## Les monuments historiques et sites naturels
La première protection patrimoniale en France est réalisée par la liste des monuments historiques de 1840. Cette liste regroupe les monuments « pour lesquels des secours ont été demandés », et qui, compte tenu de leur état, nécessitent des travaux immédiats afin d'être conservés. Cette liste est complétée par la  liste des monuments historiques de 1862. La protection par liste perdurera, à de rares exceptions près, jusqu'en 1913.
La loi du 31 décembre 1913 propose de classer « les immeubles dont la conservation présente, au point de vue de l'histoire ou de l'art, un intérêt public » en totalité ou en partie,.
Dans les années 1920 la société civile œuvre également à la protection de monuments français menacés. L'association La Sauvegarde de l'Art Français est ainsi créée en 1921 par Edouard Mortier, duc de Trévise, avec pour objet de "sauvegarder les richesses d'art de la France, de favoriser leur mise en valeur et de les protéger contre le délabrement, le démembrement ou la vente à l'étranger." L'association est reconnue d'utilité publique par un décret du 22 novembre 1925.
La loi du 2 mai 1930 permet de protéger « les monuments naturels, les sites de caractère artistique, historique, scientifique, légendaire ou pittoresque ». À ce titre, les peintures murales font partie de ce patrimoine.
À cela s'ajoute la loi du 25 février 1943 incluant « les monuments mégalithiques, les terrains qui renferment des stations ou gisements préhistoriques » et « les immeubles dont le classement est nécessaire pour isoler, dégager ou assainir un immeuble classé ou proposé pour le classement ». Elle prévoit aussi un périmètre de visibilité de 500 mètres autour des monuments classés afin de protéger leurs abords,.

## Les secteurs sauvegardés
La loi Malraux du 4 août 1962 permet de protéger un secteur urbain caractéristique lorsqu'il présente un caractère historique, esthétique ou de nature à justifier la conservation, la restauration ou la mise en valeur de tout ou une partie d'un ensemble d'immeubles bâtis ou non. (la mention ou non ayant été ajoutée par la loi SRU du 13 décembre 2000). Il peut être instauré à l'initiative d'une commune ou de l'État, par l'intermédiaire de la commission nationale des secteurs sauvegardés. Il comprend un plan de sauvegarde et de mise en valeur (PSMV), qui est un document de planification et qui a le statut de document d'urbanisme. Ce dernier permet principalement de présenter le site et de fixer les conditions de conservation des immeubles et du cadre urbain.

## Les ZPPAUP
Les zones de protection du patrimoine architectural urbain et paysager permettent d'assurer la protection du patrimoine architectural et urbain. Instituées par la loi du 7 janvier 1983, complétée par la loi du 8 janvier 1993 pour l'aspect paysager (elles sont aujourd'hui codifiées dans le code du patrimoine), elles visent à protéger et mettre en valeur les sites pour des motifs d'ordre esthétique, historique ou culturel. Ces zones permettent d'adapter la protection à l'espace à protéger et leur procédure associe étroitement les communes. Le périmètre de 500 m aux abords des monuments historiques n'a donc plus lieu ; les ZPPAUP se constituent sur mesure par rapport au monument. Elle constitue une servitude d'utilité publique annexée au Plan local d'urbanisme (PLU).

Tous les travaux, dans ces zones, de construction, démolition, déboisement, transformation ou modification des immeubles existants requièrent une autorisation donnée par la commune après avis du SDAP et de l'Architecte des bâtiments de France (ABF). En cas de désaccord entre la mairie et l'architecte, le préfet tranchera. Si cette procédure n'est logiquement applicable que dans les espaces qui n'ont pas encore fait l'objet d'une mesure de protection, elle peut néanmoins concerner des espaces protégés au titre des lois de 1913, relatif aux monuments historiques et de 1930, sur la législation des sites.

## Le petit patrimoine

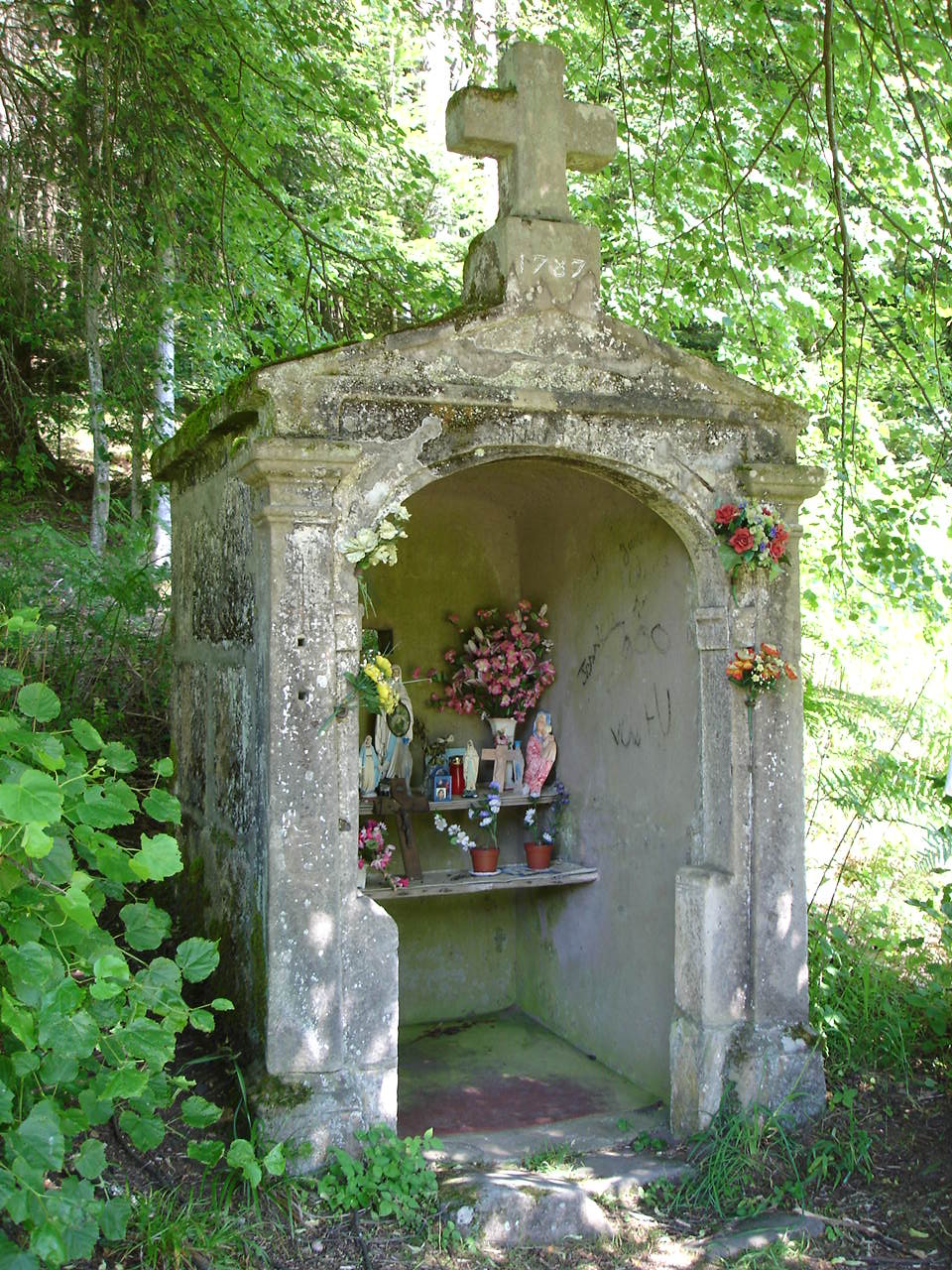
Oratoire à Neufmaisons (Meurthe-et-Moselle).

Le petit patrimoine, ou patrimoine vernaculaire, peut être défini comme l'ensemble des constructions ayant eu, dans le passé, un usage dans la vie de tous les jours. Les communs en font partie : lavoirs, moulins, fontaines, canaux d’irrigation, ponts ruraux, fours à pains, fours à poix et à cade, potales, croix de chemin, croix rurales, chapelles, oratoires, bornes historiques, travails, etc. On le trouve principalement dans les villages, les bourgs, les petites villes, où il a été relativement épargné par la modernisation de la société occidentale. 
Comme le reste du mobilier urbain, ces modestes témoins du passé subissent ce que l'on groupe sous le nom de vandalisme, phénomène qui à présent concerne également les petites villes, voire les villages. 
Ce petit patrimoine, si important pour mieux comprendre notre passé, ne fait pas encore assez l'objet de la part des collectivités territoriales, d'un entretien et d'une protection efficaces, voire d'un classement au titre des objets.
La protection de ce petit patrimoine est l'objectif prioritaire de la Fondation du patrimoine.

## Les artisans du patrimoine
On appelle communément artisans du patrimoine les artisans qui perpétuent les techniques anciennes et œuvrent à la préservation et restauration du patrimoine architectural, immobilier et mobilier, qu'il s'agisse de petit patrimoine ou de Monument Historique. Ces artisans sont reconnus par les labels comme le label Entreprise du Patrimoine Vivant ou le CIP Patrimoine de la CAPEB.